# Чинтулово
Чи́нтулово (болг. Чинтулово) — село в Сливенській області Болгарії. Входить до складу общини Сливен.

## Населення
За даними перепису населення 2011 року у селі проживали 1297 осіб.
Національний склад населення села:
| Національність   | Кількість осіб | Відсоток |
| ---------------- | -------------- | -------- |
| цигани           | 322            | 52,3 %   |
| болгари          | 290            | 47,1 %   |
| Всього відповіли | 616            |          |

Розподіл населення за віком у 2011 році:
Динаміка населення: